# Смертоносный экспорт Америки — демократия
«Смертоносный экспорт Америки — демократия. Правда о внешней политике США и многом другом» (англ. «America’s Deadliest Export: Democracy. The Truth About US Foreign Policy and Everything Else») — книга американского историка Уильяма Блума, изданная в 2013 году, и посвящённая критике внешней политики США.

## Описание
В своей книге «Смертоносный экспорт Америки — демократия. Правда о внешней политике США и многом другом» Уильям Блум, бывший работник Государственного департамента, изобличает, как полагает Крашенинникова В. Ю. (в чьём институте был издан перевод книги на русский язык), «один из главных и наиболее губительных мифов, сделанных в Вашингтоне» — о том, что США движимы заботой о судьбах всех народов в своей активной политике распространения демократии во всем мире.
В книге Блум приводит доводы в пользу того, что «продвижение демократии» является мифическим, по сути являясь всего лишь привлекательной оберткой, скрывающей безжалостный подход лоббирования алчных интересов американского капитала, в результате чего само понятие «демократия» профанируется, интересы народа, которому прививается демократия, попираются, а сама «демократия по-американски в других государствах становится властью интересов Вашингтона над народом этой страны». Блум полагает, что американская внешняя политика является монстром, которого не остановить, пока люди не поймут и не признают, сколько бедствий она принесла всему миру.
Критики (в частности В. Ю. Крашенинникова, Э. Херман, Д. Суонсон) отмечают, что отличительной особенностью работы Блума является острый юмор и сарказм. Высмеивая американскую систему пропаганды, Блум, по мнению рецензентов, обнажает правду об агрессивности внешней политики США, приводя большое количество доказательств для дискуссий с апологетами американской политики. По мнению М.Паренти, чтение книги доставляет удовольствие несмотря на то, что в ней рассматриваются весьма неприятные темы.
Комментируя работу Блума, рецензенты вспоминают вызвавший резонанс случай, произошедший в 2006 году, когда появилась аудиозапись от Усамы бен Ладена, на которой тот рекомендовал к прочтению книгу Блума «Rogue State» («Страна-изгой»), как дававшую увидеть те «ложь и угнетение» («lies and oppression»), которые несла американская политика под руководством президента Д. Буша. Спустя семь лет после этого новым президентом стал Б.Обама, бен Ладен был убит, и появилась новая книга Блума, критикующая внешнюю политику США, и резонирующая с настроениями тех читателей, которые разочарованы неудачей администрации Обамы отойти от политики «войны с террором», развязанной Бушем.
Во введении к книге Уильям Блум пишет, что никакого секрета во внешней американской политике нет: стратегический курс Соединенных Штатов — доминирование в мировой политике, для чего правительство США готово использовать любые возможности и манипуляции. Переводя стремление США к гегемонии на язык цифр, Блум приводит следующие данные:
…с окончания Второй мировой войны США:
- более 50 раз пытались свергнуть иностранные правительства, большинство из которых было избрано демократическим путём;
- грубо вмешивались в демократические выборы как минимум в 30 странах;
- совершили более 50 покушений на лидеров иностранных государств;
- бомбили население более чем 30 стран;
- пытались подавить народные или национально-освободительные движения в 20 странах.

В совокупности, по данным Блума, Соединенные Штаты Америки с 1945 года совершили одно и более из перечисленных выше действий один и более раз в 71 стране мира (это более трети всех стран), в результате чего США лишили жизни миллионы людей, обрекли на муки и отчаяния многие миллионы, несут ответственность за пытки многих тысяч людей.

## Первоиздания книги
На английском языке
- Blum W. America’s Deadliest Export: Democracy — The Truth About US Foreign Policy and Everything Else. — Zed Books, 2013 — ISBN 978-1-78032-445-6
- 2013: (Zed Books) ISBN 1-78032-445-6

На русском языке
- Блум У. Смертоносный экспорт Америки — демократия. Правда о внешней политике США и многом другом / Пер. с англ. под ред. Е. Логинова. — М.: Кучково поле, 2014—272 с. (Серия «Реальная политика»). — ISBN 978-5-9950-0391-5